# Augustin Souchy

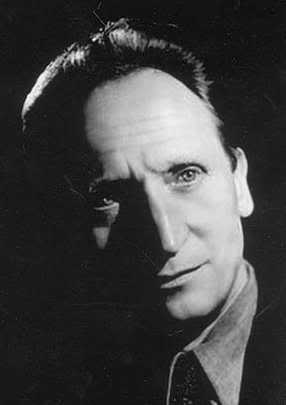
Augustin Souchy

Augustin Souchy Bauer (* 28. August 1892 in Ratibor, Oberschlesien; † 1. Januar 1984 in München) war ein deutscher Anarchist und Antimilitarist.

## Leben

### Jugend und Erster Weltkrieg
Augustin Souchy, Anarchist, Landauer-Schüler, Anarchosyndikalist und Antimilitarist, bezeichnete sich selbst eher als „Studenten der Revolution“, der neben der russischen Revolution die deutsche, die spanische, die kubanische und die portugiesische Revolution erlebte, zum Teil mitgestaltete und beschrieb.
Als 19-Jähriger traf Augustin in Berlin Gustav Landauer und begann für dessen Sozialistischen Bund zu agitieren.
Bei Ausbruch des Ersten Weltkriegs reiste der 22-jährige überzeugte Antimilitarist nach Österreich aus. Von dort wurde er als Anarchist abgeschoben, mit einem Schild um den Hals „Vorsicht Anarchist!“, das er später zum Titel seiner politischen Lebenserinnerungen umfunktionierte. Er reiste in das neutrale Schweden, bekam dort Passprobleme und wurde in Haft genommen. Es gelang ihm die Flucht und er reiste illegal über Dänemark und Norwegen in Schweden ein.
Bei all seinen Reisen erlernte Souchy autodidaktisch sofort die Sprache des jeweiligen Gastlandes, brachte sich in die anarchistische Bewegung ein und fühlte sich ab diesem Moment dem jeweiligen Land und seinen Menschen zugehörig.

### Weimarer Zeit
1919 kam er wieder nach Deutschland und schloss sich den Anarchosyndikalisten in der Freien Arbeiter-Union Deutschlands (FAUD) an.
Von April bis November 1920 reiste er nach Russland und traf als Vertreter der Syndikalisten beim III. Komintern-Kongress mit Wladimir Iljitsch Lenin zusammen. In dieser Zeit besuchte er Peter Kropotkin, einen der damals wichtigsten anarchistischen Theoretiker. Souchy analysierte, was die bolschewistische Revolution seiner anarchistischen Meinung nach sei und wohin sie steuere. Er wollte mit diesem Beispiel in Zukunft revolutionäre Gruppen auf den anarchistischen Kurs bringen und vor einer zentralistischen Partei als Instrument der Machteroberung warnen: „Die Bolschewisten als Staatssozialisten haben uns gezeigt, daß sie den Sozialismus nicht bringen können.“ Zusammen mit Helmut Rüdiger, Arthur Lehning und Albert de Jong redigierte er in den 1920er Jahren den Pressedienst der Internationalen Antimilitarischen Kommission (IAK).
1921 arbeitete er zunächst in Frankreich, lebte mit Therese und bekam einen gemeinsamen Sohn, Jean, wurde aber erneut als Anarchist des Landes verwiesen. In der Weimarer Republik engagierte sich Souchy in der deutschen anarcho-syndikalistischen Gewerkschaftsbewegung Freie Arbeiter-Union Deutschlands (FAUD), für die er als verantwortlicher Redakteur der Zeitung Der Syndikalist arbeitete und bei der auch Helmut Rüdiger, Max Winkler, Gerhard Wartenberg und Fritz Köster tätig waren. Bis Anfang der 1930er Jahre und von 1924 bis 1926 war er Redakteur bei der Zeitschrift Die Internationale. Zusammen mit Fritz Kater u. a. gehörte er zur Berliner Geschäftskommission der FAUD und war an der von Rudolf Rocker initiierten Vernetzung der anarchosyndikalistischen Organisationen in der Internationalen Arbeiter-Assoziation (IAA) beteiligt, die sich als internationale Gegenorganisation zu der bolschewistischen Roten Gewerkschaftsinternationalen begriff. Zusammen mit Rudolf Rocker und Alexander Schapiro wurde er zum Sekretär der IAA gewählt. Während dieser Zeit lernte er zahlreiche Anarchisten aus verschiedenen Ländern kennen, die immer wieder auch in Berlin Zuflucht suchten und fanden, darunter die russischen Anarchisten, die vor den Bolschewiki flohen, oder spanische Anarchisten wie Buenaventura Durruti, die der Repression in Spanien zeitweise auswichen. Nach dem Sturz der Monarchie 1931 unternahm er im Auftrag der IAA mehrere Reisen nach Spanien. An die Anarchistin Emma Goldman schrieb er 1936: „In den letzten fünf Jahren war ich fünfmal hier. Jedes Mal gab es ein movimento, eine Bewegung. April 1931 Revolution. Dezember 1931 Aufstand. Dezember 1932 Generalstreik. April 1933 wieder Generalstreik. Oktober 1934 erhebt sich Katalonien gegen die kastilische Hegemonie. 1935 gärt es. Februar 1936 Sturz der Gil-Robles-Diktatur. Neue Erhebungen…. Heute soll ein Riesenmeeting stattfinden in der monumentalen Stierkampfarena. Organisiert von der anarchistischen Jugend, der juventad libertaria. Um auf diesem Meeting zu sprechen, kam ich her. 100.000 fasst die Arena, und nicht weniger werden erscheinen, versichern mir die Genossen“. Das Treffen fand dann nicht statt; Franco putschte in der Nacht zuvor.

### Exil

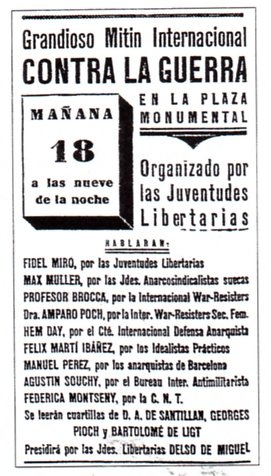
Plakat für eine Anti-Kriegs-Veranstaltung in Barcelona 1936, kurz vor Ausbruch des Spanischen Bürgerkriegs. Souchy war einer der Redner.

Wenige Tage vor der Verhaftung seines Freundes, des anarchistischen Schriftstellers Erich Mühsam, durch die Nationalsozialisten flüchtete Souchy 1933 nach Paris und lebte zunächst wieder in Frankreich. Bei Ausbruch des Bürgerkriegs in Spanien 1936 übernahm Souchy in Barcelona die Informationsstelle der spanischen anarchosyndikalistischen Gewerkschaft CNT; für die FAI versuchte er Geld und Waffen in Frankreich zu organisieren. Später schrieb er seine einflussreichsten Bücher über die Kollektivierungen in der befreiten anarchistischen Zone. In Katalonien, der Levante und Aragon (Nacht über Spanien und Die Bauern von Aragon) hatten sich über 1000 „Colectividades“ gebildet und das nicht von oben organisiert, sondern spontan durch freiwillige Initiative von Ort zu Ort. Nach der Niederlage der spanischen Revolution 1939 ging Souchy mit dem Flüchtlingsstrom aus Barcelona nach Frankreich zurück und wurde dort zwei Jahre lang in einem Gefangenenlager interniert.
1942 gelang es ihm, nach Mexiko ins Exil zu entkommen. Dort lebte er bis 1948 und veröffentlichte zahlreiche Bücher, u. a. zum Libertären Sozialismus, zu den spanischen Kollektiven usw., und beriet mexikanische Initiativen, die landwirtschaftliche Projekte starteten. 1952 bereiste er Israel und studierte die Kibbuzim. Die Erfahrungen dort veröffentlichte er in Kuba, wohin er zeitweise übergesiedelt war und wo er sich an der sehr lebendigen kubanischen anarchistischen Bewegung beteiligte. Seine Bücher erschienen nun in Havanna. Ende der 1950er Jahre unternahm er auf eigene Initiative und ohne Sponsoren eine Vortragsreise durch sämtliche Länder Lateinamerikas und war bemüht, gewerkschaftliche Arbeit voranzubringen. 1960 führte er auf Einladung von Gewerkschaftern eine eingehende Untersuchung der Auswirkungen der Politik der kubanischen Revolution unter Fidel Castro unter besonderer Berücksichtigung der Landreform durch. Neben der Anerkennung von Verbesserungen im Sinne größerer sozialer Gerechtigkeit lautete eine seiner zentralen Schlussfolgerungen: „Die kubanische Revolutionsregierung ist eine Diktatur. Das Volk weiß und fühlt das.“ Wenige Tage nachdem Souchy das Land verlassen hatte, ließ die Regierung auf Betreiben der Kommunistischen Partei die gesamte Auflage seines Berichts Testimonios sobre la Revolución Cubana beschlagnahmen und vernichten. Das Buch wurde kurz darauf in Buenos Aires erneut verlegt.
Zusammen mit Rudolf Rocker und Helmut Rüdiger unterstützte er die Föderation freiheitlicher Sozialisten (FfS). Diese Tätigkeit hatte Folgen. 1963 beauftragte ihn das Internationale Arbeitsamt in Genf zu einer Rundreise als Bildungsexperte in die Karibik, nach Lateinamerika und nach Afrika. Lächelnd meinte Souchy dazu: „Stell dir vor, mit 71 Jahren, wenn andere längst in Rente sind, bekam ich meinen ersten Job!“ Bis dahin hatte er unermüdlich und ausschließlich für die anarchistische und anarchosyndikalistische Bewegung gearbeitet und asketisch gelebt.

### Rückkehr nach Deutschland
1966 ließ er sich in München nieder; jetzt war er ein häufig gesuchter Zeitzeuge und Interviewpartner, der im SPIEGEL (1969, 1983), in der Frankfurter Rundschau (1960, 1962, 1970, 1972) in DAMALS (1970, 1972), der Basler Zeitung (1980) oder in Rundfunksendungen (HR 1967, BR 1976) und im ZDF (1977, 1982) zu Wort kam. Bereits 1950 hatte er wieder damit begonnen in Deutschland zu publizieren, seine überlebenden Altgenossen, die sich um die Zeitschrift Die Freie Gesellschaft organisiert hatten, waren dankbare Abnehmer seiner Artikel, die ab Nr. 3 bis Nr. 41 (1953) nahezu in jeder Ausgabe enthalten waren. Viele unveröffentlichte Manuskripte in den 1960er Jahren belegen andererseits, dass es zwischenzeitlich keine verbindlichen Abnehmer seiner Arbeiten gab. Die Zeitschriften Geist und Tat, neues beginnen und Zeitgeist (von Otto Reimers und Margret Reimers aus Hamburg maßgeblich getragen) bildeten die Ausnahme. In den 1970er Jahren kamen die schwedische syndikalistische Arbetaren, europäische ideen, Akratie und Befreiung  hinzu, in den 1980er Jahren die neue Folge von Die freie Gesellschaft und Schwarzer Faden. Gemeinsam mit u. a. Karl Retzlaw, Peter Bernhardi und Peter Maslowski rief er 1973 das linke Diskussionsforum „Arbeitskreis Karl Liebknecht“ ins Leben. Bei der portugiesischen Nelkenrevolution im April 1974 war er wieder inmitten der Ereignisse. Als er noch im gleichen Jahr nach Deutschland zurückkehrte bezog er im Münchener Stadtbezirk Neuhausen eine kleine Einraum-Wohnung in der fünften Etage Leonrodstraße 48. Sein Gebrauchtwerden war nun die publizistische Arbeit. 1979 war er Teilnehmer und Redner auf der internationalen Konferenz der War Resisters’ International (WRI) in Dänemark und 1982 kam er auf Einladung der Internationale der Kriegsdienstgegner/innen (IDK) zum Libertären Forum nach Berlin.
Augustin Souchys Bücher waren nur vereinzelt erschienen, Buchbeiträge im Berliner Karin Kramer Verlag, sein Buch Nacht über Spanien zunächst im Verlag Die freie Gesellschaft in Darmstadt, später im Frankfurter März Verlag und noch später im Frankfurter Verlag Die freie Gesellschaft. Im Luchterhand-Verlag erschienen 1977 seine politischen Erinnerungen „Vorsicht Anarchist!“. Durch die Zusammenarbeit mit dem Trotzdem Verlag wurde ab 1982 eine kontinuierliche Veröffentlichungspraxis möglich, in der Folge erschienen Vorsicht Anarchist! Nacht über Spanien, Reise durch die Kibbuzim, Erich Mühsam. Im Sammelband A las Barricadas erschien seine Schrift zu den Maitagen 1937 in Barcelona und in Zusammenarbeit mit der Medienwerkstatt Freiburg und der Schweizer Spanienkämpferin Clara Thalmann (Columna Durruti) Die lange Hoffnung als Buch und als Dokumentationsfilm im „Kleinen Fernsehspiel“ des ZDF (den Sendetermin am 29. Februar 1984 erlebte er nicht mehr). 1983 waren Augustin und Clara zusammen mit der Medienwerkstatt noch einmal nach Spanien gefahren und hatten Orte besucht, an denen beide aktiv gewesen waren.
Ein Genosse besuchte ihn kurz vor seinem Tod und berichtete; er habe müde, aber interessiert gewirkt. Das Buch über Erich Mühsam sei fast fertig, einige Seiten noch. Wenigstens drei Jahre brauche er noch, grinste er, da u. a. seine Manuskripte als Materialienband im Trotzdem Verlag geplant waren. Am 1. Januar 1984 verstarb Augustin Souchy an einer Lungenentzündung im Alter von 91 Jahren im Rotkreuzklinikum München. Es gab keine Bestattung und kein Grab; Augustin hatte seinen Körper bereits der Anatomie vermacht. Souchys Bibliothek und Nachlass gingen ans Internationale Institut für Sozialgeschichte in Amsterdam. Ein paar Jahre später wurde Clara Thalmann im anonymen Wiesenteil eines Friedhofs in Nizza beigesetzt, dort wo irgendwo auch ihr Lebensgefährte Paul bestattet worden war.
Sein Resümee: „Viel erstrebt, wenig erreicht. Aber: Früher dachte ich in Jahrzehnten, heute in Jahrhunderten. Die Geschichte wird uns letztendlich doch recht geben“.
Das folgende, aus seinen Memoiren Vorsicht: Anarchist! stammende Zitat ist charakteristisch für Souchys Wirken:
„Mein herrschaftsfreies Streben galt stets der Errichtung einer gewaltlosen Ordnung an Stelle der organisierten Gewalt.“

## Schriften
(Auswahl)
- Lateinamerika. Zwischen Generälen, Campesinos und Revolutionären. 20 Jahre Erfahrungen und Lehren. Edition Mega, Frankfurt am Main 1974, ISBN 3-87979-003-5.
- Schreckensherrschaft in Amerika. Unter hauptsächlicher Benutzung von John Anderssons „Wallstreets blodiga välde“. Verlag Der Syndikalist 1927, Reprint Impuls-Verlag, Bremen 1978.
- Sacco und Vanzetti. Zum 50. Todestag. Verlag Der Syndikalist, 1927; Reprint, mit aktuellem Vorwort: Verlag Freie Gesellschaft, Frankfurt 1977.
- Nacht über Spanien. Anarcho-Syndikalisten in Revolution und Bürgerkrieg 1936–39. Ein Tatsachenbericht. 1955. Neuauflage Alibri Verlag, Aschaffenburg 2007, ISBN 978-3-86569-900-8.
  - ähnlich: dsb: Anarcho-Syndikalisten über Bürgerkrieg und Revolution in Spanien. Ein Bericht. (= MÄRZ-Archiv. 7). März, Darmstadt 1969 (früher udT: Nacht über Spanien. im Verlag Die freie Gesellschaft).
  - Kurzfassung daraus: Bürgerkrieg und Revolution in Spanien. In: MÄRZ-Texte. 1, März-Verlag, wieder in: März-Texte 1 & Trivialmythen. Area, Erftstadt 2004, ISBN 3-89996-029-7, S. 279–284.
- Bei den Landarbeitern von Aragon. Edition AV, Lich 2012.
- mit Erich Gerlach: Die soziale Revolution in Spanien. Kollektivierung der Industrie und Landwirtschaft in Spanien 1936–1939. Dokumente und Selbstdarstellungen der Arbeiter und Bauern. Karin Kramer Verlag, Berlin 1974.
- mit Clara Thalmann: Die lange Hoffnung. Erinnerungen an ein anderes Spanien. (Hrsg. Medienwerkstatt Freiburg), Trotzdem Verlag, Grafenau 1985, ISBN 3-922209-54-8. (Zum Buch gibt es auch einen gleichnamigen Film, 1984 im ZDF gesendet).
- Zwischen Generälen, Campesinos und Revolutionären. Trotzdem-Verlag, Grafenau 1974.
- Vorsicht: Anarchist! Ein Leben für die Freiheit. Politische Erinnerungen. (Luchterhand Verlag, Darmstadt 1977.) Trotzdem-Verlag, Grafenau, ISBN 3-922209-50-5. Neuauflage Edition AV Bodenburg 2022 mit einer Bibliografie, ISBN 978-3-86841-255-0, S. 295–325.
- Reise nach Russland 1920. Mit einem aktuellen Vorwort „59 Jahre danach“ und einem Gespräch. hrsg. von A. W. Mytze. (1979, Reprint der Ausgabe von 1920).
- Reisen durch die Kibbuzim. Trotzdem-Verlag, Grafenau 1984, ISBN 3-922209-52-1.
- Erich Mühsam. Sein Leben, sein Werk, sein Martyrium. Trotzdem Verlag, Grafenau 1984, ISBN 3-922209-53-X.
- Mexiko – Land der Revolutionen. Mitteilungen 1942–1976. OPPO-Verlag. Berlin 2008, ISBN 978-3-926880-19-2.
- Anarchistischer Sozialismus. Hrsg. Hans Jürgen Degen. Unrast Verlag. Münster 2010, ISBN 978-3-89771-919-4.
- Die tragische Woche im Mai 1937. Hrsg. Wolfgang Haug. Edition AV, Lich 2017, ISBN 978-3-86841-164-5.
- Anarchosyndikalistische Kritik an den Bolschewiki. Hrsg. Wolfgang Haug. Edition AV, Lich 2018, ISBN 978-3-86841-196-6.

Übersetzungen von Augustin Souchy
- Han Ryner: Nelti. Zukunftsroman. Gilde freiheitlicher Bücherfreunde. Berlin, 1930. Neuauflage: Edition AV. Lich 2008, ISBN 978-3-86841-006-8.